# Conservatorio de música de Puebla
El Conservatorio de música del Estado de Puebla, también conocido como Benemérito Conservatorio de música del Estado de Puebla, es una institución de educación musical que se encuentra en la ciudad de Puebla. El conservatorio fue fundado el 22 de octubre de 1916 e inició funciones en 1917.

## Historia
La música ha sido un aspecto importante para la Ciudad de Puebla desde la época de la colonia. El 22 de octubre de 1916 se fundó el Conservatorio de la ciudad, como iniciativa del compositor Carlos Samaniego y de Juan B. Cervantes, siendo este último hermano de Luis G. Cervantes, gobernador provisional de Puebla. La institución se fundó como Conservatorio de Música y Declamación, y Samaniego se convirtió en director del instituto. Cuauhtémoc Cruz Abud señal que el Conservatorio inició funciones en 1917.
En un inicio, el conservatorio se estableció en el Antiguo Arzobispado (edificio de Correos). Más tarde su cede se movió a un edificio de la Avenida Juárez y la 13 sur, donde permaneció durante 47 años. Cuauhtémoc Cruz Abud señala que es probable que el Conservatorio haya tenido seis domicilios antes de establecerse en su última sede: Antiguo Arzobispado, edificio de Correos, Colegio de Infantes, Hospicio de la avenida Reforma, la planta alta del Teatro Principal y una casa frente al Edificio del Congreso.
El edificio definitivo del conservatorio fue entregado por el gobernador Aarón Merino Fernández, en diciembre de 1968.
El 3 de octubre de 1967 se aprobó una ley en el estado de Puebla, la cual establecía la institucionalidad del Conservatorio de Música y Declamación del Estado de Puebla. El 31 de julio de 1998, se derogó dicha ley, y se modificó el título del conservatorio, quitando la declamación y convirtiéndose en Conservatorio de Música. El Conservatorio pasó a formar parte del Gobierno del Estado a través de la Secretaría de Educación Pública; y desde entonces comenzó a graduar a sus estudiantes como Licenciados en Música.
Armando Manzanero fue nombrado rector emérito Macuilxochitl del conservatorio, el 28 de noviembre de 2011, en una ceremonia en la que la  subsecretaria de Educación Superior de Puebla, María del Carmen Salvatori Bronca le entregó dicha condecoración.

## Edificio del Conservatorio
El último edificio del Conservatorio tuvo otros usos. Fue una casa de una familia poblana acomodada, y más tarde la escuela Venustiano Carranza.
El edificio tiene varios estilos arquitectónicos, desde arte nouveau, herreriano y morisco. Para convertirla en Conservatorio, la casona fue acondicionada con 37 salones y 3 salas de concierto.
Entre su acervo se encuentra un teclado sordo que utilizan los pianistas, el cual data de 1700.

## Planes de estudio y modalidades de enseñanza
En el Conservatorio de música hay opciones para estudiar 14 diferentes tipos de instrumento, siendo el piano, guitarra, flauta, canto, trompeta y violín los más populares. La educación se divide en tres etapas: inicial, preparatoria y profesional.

## Matrícula escolar
En 2020 el Conservatorio tenía 554 alumnos y alumnas matriculadas, siendo el 23,7% mujeres.